# Olivier Kapo

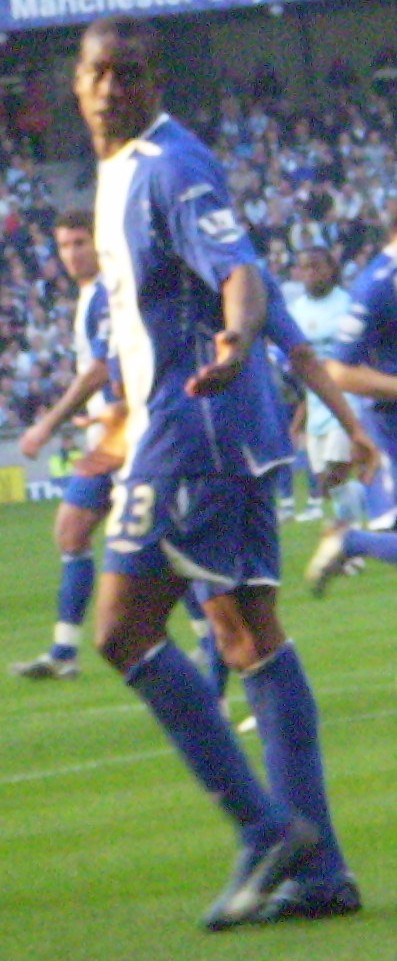
Olivier Kapo

Olivier Kapo, fullt namn  Narcisse-Olivier Kapo-Obou, född 27 september 1980 i Abidjan, Elfenbenskusten, är en fransk internationell ivorian-född fotbollsspelare. 
Kapo spelar för Levadiakos men har tidigare spelat i Levante UD och Juventus FC. Han har även spelat i AS Monaco på lån från Juventus. Innan han kom till Juve spelade Kapo i AJ Auxerre. 
Kapo har även gjort en del landskamper för Frankrike.
14 maj 2008 stod det att läsa att Kapo gav bort sin Mercedes-bil värd 30 000 brittiska pund till ungdomsspelaren som hade putsat hans fotbollsskor hela säsongen. Från början var tanken att ungdomsspelaren skulle få Kapos skor, men då Kapo redan hade tagit hem dem kastade han bilnycklarna till honom istället. Kapo sade även att han skulle betala försäkringen för bilen under ett helt år för att han skulle ha råd att köra den.

## Fotnoter
1. ↑  ”Kapo gives Birmingham boot boy his car”. Telegraph.co.uk. 14 maj 2008. Arkiverad från originalet den 17 maj 2008. https://web.archive.org/web/20080517130145/http://www.telegraph.co.uk/sport/main.jhtml?xml=%2Fsport%2F2008%2F05%2F14%2Fufnkapo114.xml. Läst 15 maj 2008.